# Ctenoplusia polisha
Ctenoplusia polisha là một loài bướm đêm trong họ Noctuidae.